# 倆角形 Duet Angle 20th anniversary
『倆角形 Duet Angle 20th anniversary』（デュエット・アングル トゥエンティース・アニバーサリー）は、CHAGE&ASKA（現：CHAGE and ASKA）のベスト・アルバム。1999年2月10日に台湾のみで発売された。発売元はEMI百代。

## 解説
台湾にて発売されたアジア向けのデビュー20周年記念ベスト・アルバム。
2枚組で、DISC1が「CHAGE SIDE」でCHAGEの楽曲が、DISC2が「ASKA SIDE」でASKAの楽曲が収められている。
初回盤はボックス仕様となっており、蓋を開けると観音開きでCDが収められていて、その上にブックレットが2冊（1冊はバイオグラフィと楽曲データ「Chronicle Song Data」、もう1冊は歌詞集「CHAGE SIDE ASKA SIDE Lyrics Book」となっている）収められている。

## 収録曲
| 全作曲: CHAGE。 |                                    |                    |            |          |      |
| #               | タイトル                           | 作詞               | 作曲・編曲 | 編曲     | 時間 |
| 1.              | 「終章（エピローグ）〜追想の主題」 | CHAGE、田北憲次    | CHAGE      | 瀬尾一三 | 5:37 |
| 2.              | 「ロマンシングヤード」             | 秋谷銀四郎         | CHAGE      | 瀬尾一三 | 4:48 |
| 3.              | 「ベンチ」                         | CHAGE              | CHAGE      | 十川知司 | 5:13 |
| 4.              | 「ROLLING DAYS」                   | 青木せい子         | CHAGE      | 村上啓介 | 5:19 |
| 5.              | 「誰かさん 〜CLOSE YOUR EYES〜」   | CHAGE              | CHAGE      | 十川知司 | 5:35 |
| 6.              | 「ゆらゆら」                       | CHAGE              | CHAGE      | 平野孝幸 | 4:34 |
| 7.              | 「嘘」                             | CHAGE              | CHAGE      | 瀬尾一三 | 4:05 |
| 8.              | 「東京Doll」                       | 澤地隆             | CHAGE      | 国吉良一 | 5:16 |
| 9.              | 「シングル・ベッド」               | 澤地隆             | CHAGE      | 瀬尾一三 | 5:14 |
| 10.             | 「今日は…こんなに元気です」        | 飛鳥涼、青木せい子 | CHAGE      | 村上啓介 | 4:52 |
| 11.             | 「今宵二人でX'mas」                | 澤地隆             | CHAGE      | 瀬尾一三 | 5:06 |
| 12.             | 「君はなにも知らないまま」         | 青木せい子         | CHAGE      | 村上啓介 | 6:30 |
| 13.             | 「NとLの野球帽」                   | CHAGE              | CHAGE      | 重実徹   | 6:05 |
| 14.             | 「流れ星のゆくえ」                 | 澤地隆             | CHAGE      | 十川知司 | 4:33 |
| 合計時間:       | 合計時間:                          | 合計時間:          | 合計時間:  | 72:47    |      |

| 全作詞・作曲: 飛鳥涼。 |                                               |           |            |                                   |      |
| #                      | タイトル                                      | 作詞      | 作曲・編曲 | 編曲                              | 時間 |
| 1.                     | 「ひとり咲き」                                | 飛鳥涼    | 飛鳥涼     | 瀬尾一三                          | 5:31 |
| 2.                     | 「モーニングムーン」                          | 飛鳥涼    | 飛鳥涼     | 佐藤準                            | 4:41 |
| 3.                     | 「夢の番人」                                  | 飛鳥涼    | 飛鳥涼     | 澤近泰輔                          | 6:30 |
| 4.                     | 「恋人はワイン色」                            | 飛鳥涼    | 飛鳥涼     | 西平彰                            | 4:49 |
| 5.                     | 「男と女」                                    | 飛鳥涼    | 飛鳥涼     | 瀬尾一三                          | 4:24 |
| 6.                     | 「君の好きだった歌」                          | 飛鳥涼    | 飛鳥涼     | 十川知司                          | 2:44 |
| 7.                     | 「Something There」(英訳詞：Charlie Midnight) | 飛鳥涼    | 飛鳥涼     | 飛鳥涼、松本晃彦                  | 6:08 |
| 8.                     | 「砂時計のくびれた場所」                      | 飛鳥涼    | 飛鳥涼     | 澤近泰輔                          | 5:11 |
| 9.                     | 「21世紀」                                    | 飛鳥涼    | 飛鳥涼     | 笛吹利明                          | 4:56 |
| 10.                    | 「オンリー・ロンリー」                        | 飛鳥涼    | 飛鳥涼     | 平野孝幸                          | 4:00 |
| 11.                    | 「Mr.ASIA」                                   | 飛鳥涼    | 飛鳥涼     | 佐藤準                            | 4:40 |
| 12.                    | 「明け方の君」                                | 飛鳥涼    | 飛鳥涼     | 十川知司                          | 5:27 |
| 13.                    | 「好きになる」                                | 飛鳥涼    | 飛鳥涼     | 清水信之                          | 4:55 |
| 14.                    | 「SAY YES」                                   | 飛鳥涼    | 飛鳥涼     | CHAGE&ASKA、Jess Bailey、村上啓介 | 5:13 |
| 合計時間:              | 合計時間:                                     | 合計時間: | 69:09      |                                   |      |

## 楽曲解説

### CHAGE SIDE
1. 終章（エピローグ）〜追想の主題
1980年発売の1枚目アルバム『風舞』収録曲。
2. ロマンシングヤード
1987年発売の19枚目シングル。
3. ベンチ
1995年発売の17枚目アルバム『Code Name.1 Brother Sun』収録曲。
4. ROLLING DAYS
1990年発売の13枚目アルバム『SEE YA』収録曲。
5. 誰かさん 〜CLOSE YOUR EYES〜
1991年発売の14枚目アルバム『TREE』収録曲。
6. ゆらゆら
1984年発売の5枚目アルバム『INSIDE』収録曲。
7. 嘘
1981年発売の2枚目アルバム『熱風』収録曲。
8. 東京Doll
1988年発売の11枚目アルバム『ENERGY』収録曲。
9. シングル・ベッド
1986年発売の8枚目のアルバム『MIX BLOOD』収録曲。
10. 今日は…こんなに元気です
1992年発売の30枚目シングル「no no darlin'』のカップリング曲。
11. 今宵二人でX'mas
1986年発売のミニアルバム『Snow Mail』収録曲。
12. 君はなにも知らないまま
1993年発売の31枚目シングル「YAH YAH YAH/夢の番人」収録曲。
本作に収録されているのは、同年発売の16枚目アルバム『RED HILL』に収録されているアルバム・ヴァージョン。
13. NとLの野球帽
1996年発売の38枚目シングル「river」のカップリング曲。
14. 流れ星のゆくえ
1989年発売の12枚目アルバム『PRIDE』収録曲。

### ASKA SIDE
1. ひとり咲き
1979年発売の1枚目シングル。
シングル・ヴァージョンはアルバム初収録。
2. モーニングムーン
1986年発売の14枚目シングル。
本作に収録されているのは、同年発売の7枚目アルバム『TURNINGHT POINT』に収録されているアルバム・ヴァージョン。
3. 夢の番人
シングル「YAH YAH YAH/夢の番人」収録曲。
本作に収録されているのは、アルバム『RED HILL』に収録されているアルバム・ヴァージョンだが、演奏時間が長くなっており、エンディングがカットアウトで終わる。
4. 恋人はワイン色
1988年発売の20枚目シングル。
5. 男と女
1981年発売の5枚目シングル。
6. 君の好きだった歌
アルバム『Code Name.1 Brother Sun』収録曲。
7. Something There
1995年発売の37枚目シングル。
本作に収録されているのはアルバム『Code Name.1 Brother Sun』に収録されているアルバム・ヴァージョン。
8. 砂時計のくびれた場所
アルバム『PRIDE』収録曲。
9. 21世紀
1983年発売の4枚目アルバム『CHAGE&ASUKA IV -21世紀-』収録曲。
10. オンリー・ロンリー
1985年発売の13枚目シングル。
11. Mr.ASIA
1987年発売の9枚目アルバム『Mr.ASIA』収録曲。
本作に収録されているのは、同年発売の19枚目シングル「ロマンシングヤード』のカップリングに収録されているヴァージョン。
12. 明け方の君
アルバム『TREE』収録曲。
13. 好きになる
1996年発売の18枚目アルバム『CODE NAME.2 SISTER MOON』収録曲。
エンディングがオリジナルとは異なるヴァージョンで収録されている。
14. SAY YES
1991年発売の27枚目シングル。
本作に収録されているのは、1996年発売のライブアルバム『MTV UNPLUGGED LIVE』に収録されているヴァージョン。